# Fabiola (productiehuis)
Fabiola is een Nederlands productiehuis dat verantwoordelijk is voor een aantal bekende programma's zoals De Alleskunner, Beter Laat dan Nooit, Man bijt hond en Groeten uit 19xx.
Het bedrijf werd in 2017 opgericht door een samenwerking tussen de Vlaamse productiehuizen Lecter Media, Woestijnvis en De Mensen met de bedoeling om specifieke Vlaamse televisieformats naar het Nederlandse scherm te brengen. Medio 2019 is productiehuis De Mensen uit Fabiola gestapt. Op 1 januari 2023 is Lecter Media uitgetreden en Roses are Blue toegetreden.
Sinds januari 2023 wordt het bedrijf geleid door Pieter van Eekelen, voormalig producent bij Eyeworks en Endemol, en creatief directeur bij Eyeworks International. 

## Producties
- Boxing Stars (RTL 5, 2018)
- Groeten uit 19xx (RTL 4, 2018-2019)
- De laatste 24 uur (EO, 2018-2020)
- De TV kijker van het jaar (AVROTROS, RTL 4, 2018-heden)
- Je had erbij moeten zijn (AVROTROS, 2019)
- Man bijt hond (SBS6, 2019-2020)
- Topdokters (RTL 4, 2019-2020)
- Eerste hulp bij tattoo disasters (Spike, 2020)
- Lieve Frogers (RTL 4, 2020)
- Over winnaars (RTL 4, 2020)
- Man bijt hond XL (SBS6, 2020)
- De Alleskunner (SBS6, 2020-heden)
- The Sky is the Limit (SBS6, 2021)
- Tiny House Battle (RTL 5, 2021)
- Iedereen is van de wereld (SBS6, 2021)
- De Alleskunner VIPS (SBS6, 2021-heden)
- De Tijd van Ons Leven (NPO1, 2022)
- Anna: Status (Prime Video, 2022)
- De Alleskunner VIPS Kerstspecial (SBS6, 2022-heden)
- Beter laat dan nooit (SBS6, 2023)
- Faking It (Discovery+, 2023)
- De Pappenheimers (RTL 4, 2024)